# USS Carl Vinson (CVN-70)
USS Carl Vinson (CVN-70) er det tredje hangarskib af Nimitz-klassen i United States Navy. Hun er navngivet efter det tidligere medlem af kongressen, Carl Vinson. Skibets kaldesignal er "Gold Eagle".

## Historie
Skibets er bygget på værftet Newport News Shipbuilding. Den 11. oktober 1975 blev kølen lagt, og knap 5 år efter, den 15. marts 1980 blev skibet søsat og døbt. Kongresmedlem Carl Vinson blev den første levende person der så et skib fra US Navy, blive søsat i eget navn. Efter flere testsejladser blev skibet officielt overdraget til flåden den 26. februar 1982.

### 1980'erne
1. marts 1983 forlod USS Carl Vinson for første gang amerikansk farvand, da skibet gik ud på en 8 måneders jordomsejling for at nå sin nye hjemhavn, NAS Alameda, San Diego i Californien. Her ankom hun den 28. oktober 1983.

### 1990'erne
I forbindelse med 50-året for afslutningen af 2. verdenskrig startede 11 veteranfly fra Carl Vinsons flyvedæk ud for Waikiki, Hawaii-øerne, d. 29. august 1995 , bl.a. tre B-25-bombefly (typen der blev brugt ved Doolittle-raidet i 1942) samt marineflyene Grumman F4F Wildcat, Grumman F6F Hellcat og Vought F4U Corsair.

### 2000'erne
Efter terrorangrebet den 11. september 2001 blev Carl Vinsons flystyrker indsat i kampene mod Talibanstyret i Afghanistan d. 7. oktober 2001.

### 2010'erne
Den 2. maj 2011 blev liget af Al-Qaeda-lederen Osama bin Laden begravet til søs efter religiøse ritualer udført på USS Carl Vinson, der opererede i den nordlige del af det Arabiske Hav.